# رؤیای آریزونا
رؤیای آریزونا (به انگلیسی: Arizona Dream) فیلمی به کارگردانی امیر کوستوریتسا است که در سال ۱۹۹۳ ساخته شده‌است. بازیگران این فیلم جانی دپ، جری لوئیس و فی داناوی هستند.

## خلاصه داستان
«اکسل» (جانی دپ) در رؤیا می‌بیند که یک اسکیمو یک ماهی هالیبوت کمیاب می‌گیرد و و آن را برای خانواده‌اش می‌برد. «پاول»، پسرعموی اکسل (وینسنت گالو) او را متقاعد می‌کند که از نیویورک به آریزونا برای شرکت در جشن عروسی عمویش، «لئو» (جری لوئیس) برود. عمویش سعی می‌کند که اکسل را متقاعد کند تا برای همیشه آنجا بماند و شغل خانوادگی شان یعنی فروش کادیلاک را به عهده بگیرد. ابتدا اکسل با این پیشنهاد مخالفت می‌کند اما بعد تصمیم می‌گیرد تا آن را امتحان کند.
او با دو زن عجیب آشنا می‌شود: «الین» (فایی دوناوی)، زنی که که همیشه آرزو داشته تا یک ماشین پرنده بسازد و دخترخوانده‌اش «گریس» (لیلی تیلور) که به الین حسادت می‌کند و آرزو دارد تا خودش را بکشد و بعد از مرگ در قالب یک لاک‌پشت به دنیا بازگردد(تناسخ). اکسل عاشق الین می‌شود و تصمیم می‌گیرد به او کمک کند تا رویایش را به واقعیت تبدیل کند. اکسل و الین شروع به ساخت ماشین می‌کنند اما گریس آن را خراب می‌کند. اکسل دوباره آن را تعمیر می‌کند. لئو و پاول به خانه الین می‌آیند تا اکسل را ترغیب به بازگشت کنند، اما الین آنها را با شات گان تهدید می‌کند. اکسل و الین ماشین را کامل و آن را آزمایش می‌کنند، اما ماشین به درخت برخورد می‌کند.
گریس به اکسل پیشنهاد بازی رولت روسی را می‌دهد. اکسل اول می‌ترسد اما در نوبت دومش ماشه را چندین بار می‌چکاند. تفنگ شلیک نمی‌کند. اکسل، الین و گریس به نمایش استعداد پاول می‌روند. او تصمیم می‌گیرد تا نقش کری گرنت در شمال تا شمال شرق را بازی کند. پاول رتبه اول می‌شود. نامزد لئو می‌آید و می‌گوید که حال لئو خوب نیست. اکسل می‌فهمد که لئو دارد می‌میرد و آمبولانس خبر می‌کند، اما لئو فوت می‌کند.
چند ماه بعد یک روز قبل از تولد الین، اکسل و پاول به خانه الین و گریس می‌روند. الین از دست اکسل عصبانی است که مدت زیادی با او تماس نگرفته‌است، اما او را می‌بخشد. الین روز تولدش، یک هواپیما هدیه می‌گیرد. هر چهار نفر تولد او را جشن می‌گیرند و گریس لاکپشت‌هایش را آزاد می‌کند. بعد از آن گریس به اکسل یک گوی هدیه می‌دهد و به او می‌گوید که می‌خواهد اکسل دنیا را به دست آورد. اکسل به گریس می‌گوید که الین عوض شده‌است و او دیگر عاشق الین نیست. او به گریس قول می‌دهد که به آلاسکا برود.
اکسل، الین، گریس و پاول با هم دربارهٔ اینکه چه طور دوست دارند بمیرند صحبت می‌کنند. بعد گریس می‌گوید که می‌رود که بخوابد. او به طبقه بالا می‌رود و یک لباس سفید و کلاه می‌پوشد و بیرون می‌رود. اکسل و الین او را از پنجره می‌بینند و می‌دوند تا جلوی او را بگیرند. گریس به خودش شلیک می‌کند و یک صاعقه هواپیمای الین را نابود می‌کند.
مدتی بعد از مرگ گریس، یک شب اکسل به نمایشگاه رها شده کادیلاک عمویش، لئو می‌رود و در یک کادیلاک که یک گربه هم با بچهاش آنجاست می‌خوابد. فیلم با رؤیای اکسل تمام می‌شود؛ که خودش و عمویش را به شکل دو اسکیمو می‌بیند که یک ماهی هالیبوت گرفته‌اند و ماهی از دستهایشان به سوی طلوع آفتاب پرواز می‌کند.

## بازیگران
| بازیگر            | نقش            |
| ----------------- | -------------- |
| جانی دپ           | اکسل بلکمر     |
| جری لوئیس         | لئو سوئیتی     |
| فی داناوی         | الین استاکر    |
| لیلی تیلر         | گریس استاکر    |
| وینسنت گالو       | پاول لگر       |
| پائولینا پوریزکوا | میلی           |
| مایکل جی پولارد   | فابیان         |
| کندیس میسون       | بلنچی          |
| الکسا رین         | انجی           |
| پالی نونان        | بتی            |
| آن شالمن          | کارلا          |
| جیمز آر ویلسن     | وکیل           |
| کیم کیو           | عروسک آوازخوان |